# 39 Pułk Artylerii (LWP)
39 pułk artylerii (39 pa) – oddział Wojsk Rakietowych i Artylerii ludowego Wojska Polskiego. 
39 pułk artylerii został sformowany w 1969 na bazie 115 dywizjonu artylerii haubic. Pułk wchodził w skład 10 Sudeckiej Dywizji Pancernej im. Bohaterów Armii Radzieckiej. Stacjonował w garnizonie Tarnowskie Góry.

## Struktura organizacyjna
- dowództwo, sztab
- bateria dowodzenia
  - plutony: rozpoznania, łączności, topograficzno-rachunkowy, rozpoznania dźwiękowego
- dywizjon haubic 122 mm
- dywizjon haubic 152 mm
- pluton przeciwlotniczy
- kompanie: zaopatrzenia, remontowa, medyczna

Razem w pułku artylerii: 18 haubic 122 mm, 18 haubic 152 mm i 4 zestawy ZU-23-2. 